# 금수산 (충북)
금수산(錦繡山)은 대한민국 충청북도 단양군 적성면과 제천시에 걸쳐 있는 높이 1,016m의 산이다.
백암산 (白岩山)이라고도 불렸는데, 이황이 군수 재임시에 그 경치가 '비단에 수를 놓은것 같다'하여 금수산으로 바뀌었다고 한다.
이 산을 바짝끼고 충주호의 푸른 물이 감싸고 돌기 때문에 주변경관도 아름답지만 이름 그대로 마치 비단에 수를 놓은 듯 기암절벽을 이룬 능선과 깊은 골짜기가 어울린 아름다운 산세가 처음부터 눈길을 사로잡는다.

## 방송 송신 시설
| 디지털TV  |                   |           |                      |        |          |
| 가상채널  | 방송국명          | 호출부호  | 물리채널             | 출력   | 가시청권 |
| CH 6-1    | CJB 청주방송 DTV  | HLDR-DTV  | CH 33                | 90㎾   | 단양     |
| CH 7-1    | KBS충주 DTV2      | HLCH-DTV  | CH 27                | 90㎾   | 단양     |
| CH 9-1    | KBS충주 DTV1      | HLCH-DTV  | CH 26                | 90㎾   | 단양     |
| CH 10-1   | EBS 1TV           | HLQL-DTV  | CH 32                | 90㎾   | 단양     |
| CH 10-2   | EBS 2TV           | HLQL-DTV  | CH 32                | 90㎾   | 단양     |
| CH 11-1   | MBC DTV           | HLAO-DTV  | CH 25                | 90㎾   | 단양     |
| FM라디오  |                   |           |                      |        |          |
| 채널      | 방송국명          | 호출부호  |                      | 출력   | 가시청권 |
| 94.1㎒    | 충주MBC 라디오    | HLAO-SFM  |                      | 0.5㎾  | 단양     |
| 97.3㎒    | KBS충주 제1라디오 | HLCH-SFM  |                      | 0.25㎾ | 단양     |
| 105.5㎒   | EBS FM            | HLQL-FM   |                      | 100㎾  | 단양     |
| 지상파DMB |                   |           |                      |        |          |
| 앙상블명  | 방송국명          | 호출부호  | 채널(주파수)         | 출력   | 가시청권 |
| myMBC     | my MBC 11         | HLCQ-TDMB | CH 11-A (199.280MHz) | 90kW   | 단양     |
| U-KBS     | KBS STAR          | HLKI-TDMB | CH 11-B (201.008MHz) | 90kW   | 단양     |
| U-KBS     | HD KBS STAR       | HLKI-TDMB | CH 11-B (201.008MHz) | 90kW   | 단양     |
| U-KBS     | KBS HEART         | HLKI-TDMB | CH 11-B (201.008MHz) | 90kW   | 단양     |
| U-KBS     | KBS MUSIC         | HLKI-TDMB | CH 11-B (201.008MHz) | 90kW   | 단양     |

## 같이 보기
- 한국의 산